# George Hay (8e marquis de Tweeddale)
George Hay, 8e marquis de Tweeddale (1er février 1787 - 10 octobre 1876) est un officier et administrateur écossais. Il sert comme officier d'état-major dans la guerre d'indépendance espagnole sous Arthur Wellesley et est avec Wellesley à la seconde bataille de Porto quand ils traversent le fleuve Douro et mettent en déroute les troupes françaises du maréchal Soult à Porto. Hay participe à la bataille de Buçaco et à la bataille de Vitoria. Il sert plus tard dans la guerre anglo-américaine de 1812 et commande le 100e régiment d'infanterie à la bataille de Chippawa lorsqu'il est fait prisonnier de guerre. Il est gouverneur de Madras et, en même temps, commandant en chef de l'armée de Madras.

## Carrière militaire
Né à Yester House, le fils aîné de George Hay (7e marquis de Tweeddale) et de Lady Hannah Charlotte Maitland (fille de James Maitland (7e comte de Lauderdale)), il fait ses études à la Royal High School d'Édimbourg et devient enseigne dans le 52e infanterie légère en juin 1804. Après avoir succédé à son père comme marquis de Tweeddale en août 1804, il est promu lieutenant le 12 octobre 1804 et, ayant reçu sa première formation sous Sir John Moore à Shorncliffe, il sert comme aide de camp en Sicile en 1806. Il est transféré aux Grenadier Guards avec le grade de lieutenant dans le régiment et de capitaine dans l'armée le 12 mai 1807.
Il sert comme officier d'état-major pendant la guerre d'indépendance espagnole sous Arthur Wellesley. Hay est avec Wellesley à la seconde bataille de Porto en mai 1809 quand ils traversent le fleuve Douro dans un coup de main et mettent en déroute les troupes françaises du maréchal Soult à Porto. Il est adjoint au quartier-maître général et est blessé à la Bataille de Buçaco en septembre 1810 et, ayant été promu major dans le 41e régiment d'infanterie, il est quartier-maître général adjoint à la bataille de Vitoria en juin 1813. Il est immédiatement promu lieutenant-colonel.

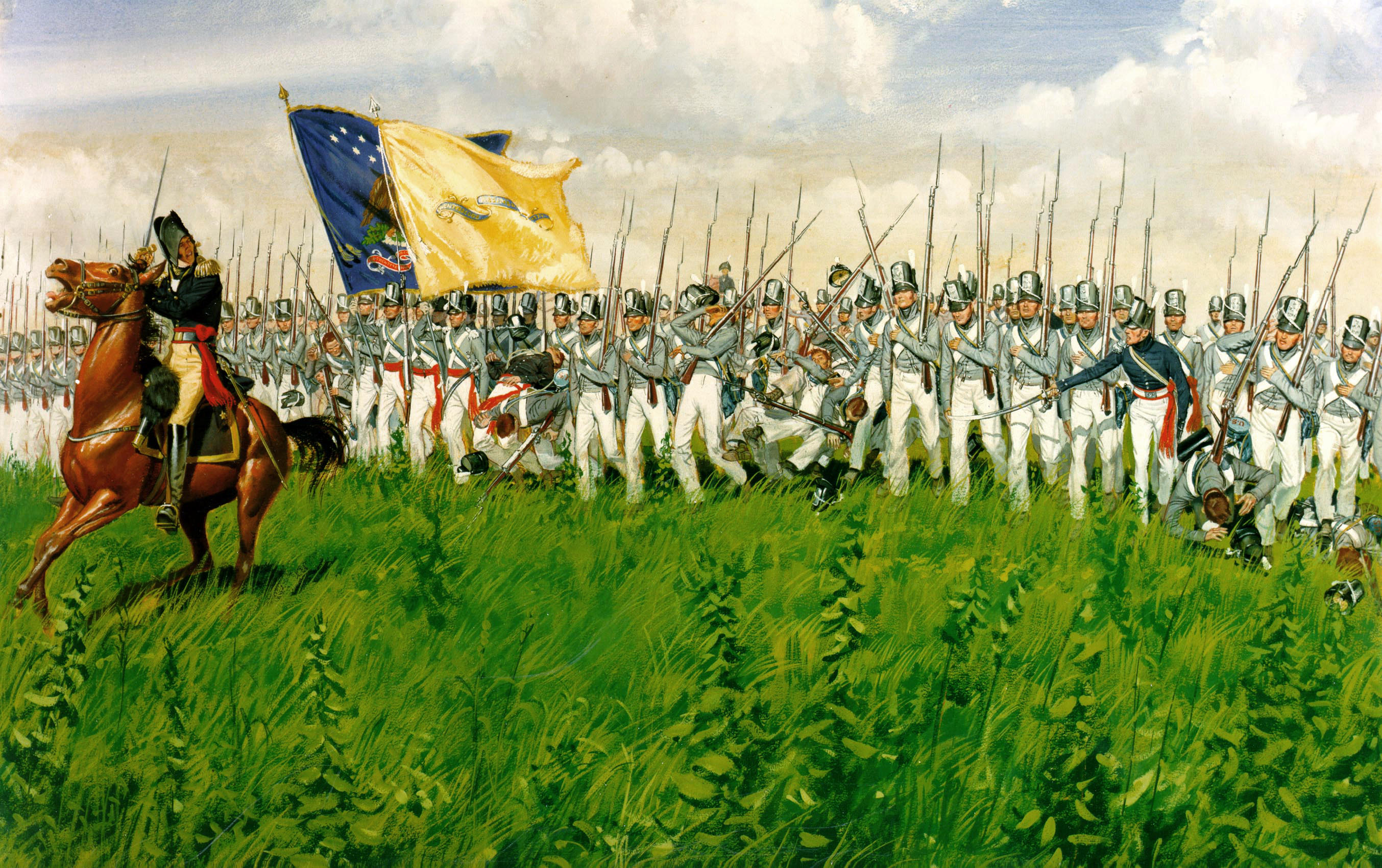
La bataille de Chippawa, au cours de laquelle Hay est fait prisonnier de guerre, pendant la guerre de 1812.

Hay sert également dans la guerre anglo-américaine de 1812 entre la Grande-Bretagne et les États-Unis et commande le 100e régiment d'infanterie à la bataille de Chippawa en juillet 1814. Hay est fait prisonnier de guerre par les Américains. Il est nommé Compagnon de l'Ordre du Bain en 1815. Après la guerre, il retourne en Écosse et améliore son domaine familial à Yester. De 1818 à 1820, il est Pro-Grand Master de la Grande Loge d'Écosse. Il est élu pair représentatif de l'Écosse en juillet 1818, nommé Chevalier du chardon en 1820 et devient Lord Lieutenant d'East Lothian en février 1823. Il est également promu colonel le 27 mai 1825 et major-général le 10 mai 1837. Pendant ce temps, sur son domaine, il développe une méthode améliorée de fabrication de carreaux pour le drainage qui est brevetée en octobre 1839.
En 1842, Hay retourne à la fonction publique lorsqu'il est nommé gouverneur de Madras et aussi, par arrangement spécial du duc de Wellington, commandant en chef de l'armée de Madras. Dans ce poste, il rétablit la discipline de l'armée. Promu lieutenant général le 9 novembre 1846, il se retire du service actif et retourne à son domaine en Écosse en 1848. Il est promu général le 20 juin 1854 et invité à se joindre à une Commission royale établie en juillet 1858 pour enquêter sur l'organisation de l'armée servant alors sous la Compagnie des Indes orientales. Il est avancé au grade de Chevalier Commandeur de l'Ordre du Bain le 9 novembre 1862 et de Chevalier Grand-Croix de l'Ordre du Bain le 13 mars 1867 avant d'être promu maréchal le 29 mai 1875.

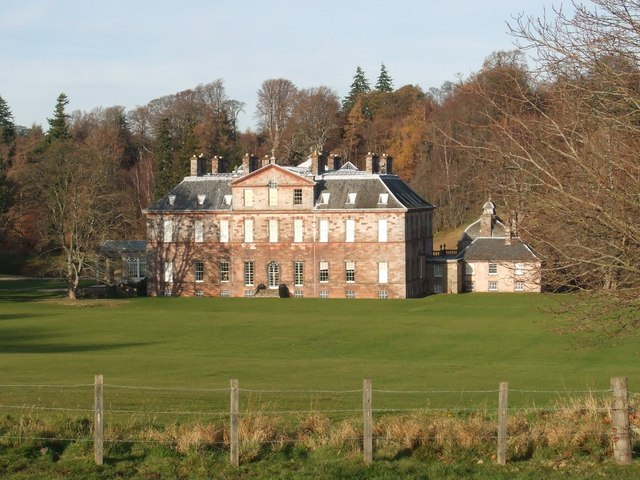
Yester House

Hay sert également comme colonel du 30e régiment d'infanterie, puis du 42e régiment d'infanterie et enfin du 2e régiment de Life Guards. Homme fort, il a jadis conduit le courrier de Londres à Haddington sans halte ni repos. Il est mort, des suites de blessures subies lors d'un incendie à son domicile à Yester House le 10 octobre 1876 et est enterré dans le caveau funéraire familial à l'église de St. Cuthbert à Yester en Écosse.

## Famille
En 1816, il épouse Susan Montagu, fille de William Montagu (5e duc de Manchester) : ils ont six fils et huit filles :
- Susan Georgiana Hay (13 mars 1817-6 mai 1853), épouse le 1er marquis de Dalhousie
- Hannah Charlotte Hay (12 avril 1818-10 novembre 1887), épouse Simon Watson Taylor
- Louisa Jane (29 juillet 1819-9 septembre 1882), épouse Robert Ramsay
- Elizabeth (27 septembre 1820-13 août 1904), épouse Arthur Wellesley (2e duc de Wellington)
- George Hay (comte de Gifford) (22 avril 1822-22 décembre 1862)
- Millicent (1823–1826), est décédée jeune
- Arthur Hay (9e marquis de Tweeddale) (9 novembre 1824-29 décembre 1878)
- William Hay (10e marquis de Tweeddale) (27 janvier 1826-25 novembre 1911)
- John Hay (1827-1916) (23 août 1827 - 4 mai 1916)
- Jane (1830-13 décembre 1920), épouse Richard Taylor (officier) (en)
- Julia (1831–1915)
- Charles Edward (1833–1912)
- Frederick (1835–1912)
- Emily (1836-4 avril 1924), épouse Robert Peel (3e baronnet)